# コスモス57号
コスモス57号（コスモス57ごう、ロシア語: Космос-57、ラテン文字表記の例: Kosmos 57, Cosmos 57）とは、1965年にソビエト連邦が無人で打上げた宇宙船である。宇宙遊泳を行うボスホート2号の事前テストであったが、地球周回軌道上で爆発し、成功しなかった。

## 概要
コスモス57号は1965年2月22日、バイコヌール宇宙基地よりボスホートロケットで打上げられた。宇宙船はボスホート2号と同型のもので、宇宙遊泳テスト用にエアロックを備えていた。軌道投入後直ぐにエアロックと宇宙服がテストされ、正常に膨張させることに成功した。しかし、その後地上より誤った手順で指令が送られたため、自爆装置が誤作動し、カムチャツカ地方上空で宇宙船は爆発してしまった。この自爆装置は、本来は宇宙船がソ連国外へ墜落した際に敵国に回収されることを防ぐためのものであった。
コスモス57号任務は一部を除き失敗したが、追加テスト用宇宙船は用意されておらず、製造を待つとしても時間が掛かり過ぎた。当時ソ連はアメリカと世界初の宇宙遊泳の座を競っていたため、ボスホート2号はテスト成功を待たずに有人で打上げられることとなった。またコスモス57号失敗はボスホート3号以降の打上げ中止原因となった。